# Adolph Green

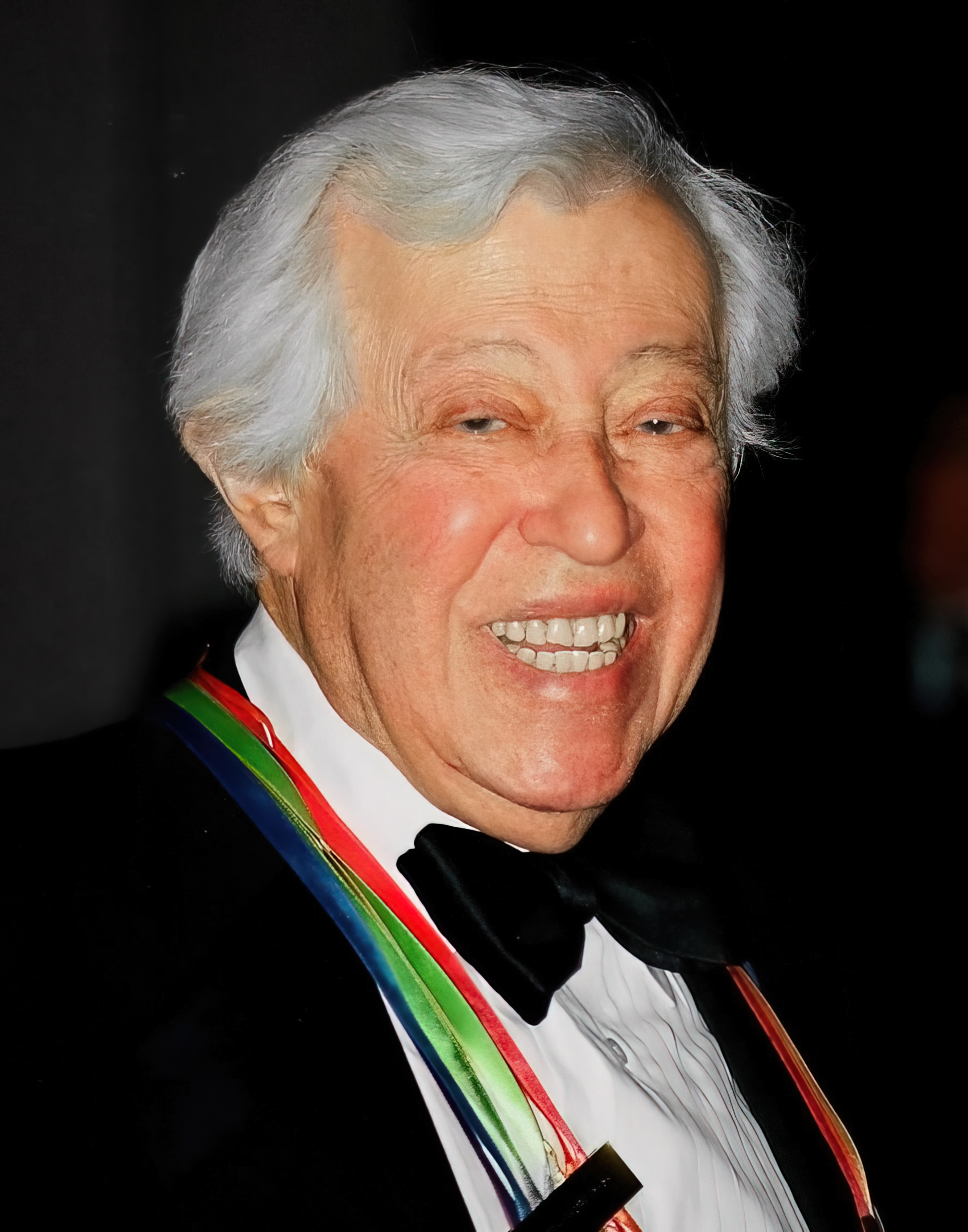
Adolph Green (1998)

Adolph Green (* 2. Dezember 1914 in New York City, New York; † 23. Oktober 2002 ebenda) war ein amerikanischer Songschreiber, Drehbuchautor und Schauspieler. In seiner mehr als 60 Jahre andauernden Zusammenarbeit mit Betty Comden schrieb er Texte für Broadway-Musicals wie On the Town sowie Drehbücher für Musical-Filme wie Singin’ in the Rain.

## Leben
Adolph Green wuchs als Sohn ungarischer Einwanderer im New Yorker Stadtteil Bronx auf. Ende der 1930er-Jahre versuchte er sich als Schauspieler und traf dabei auf Betty Comden. Mit ihr und Judith Tuvim, die später als Judy Holliday ein Filmstar wurde, bildete er 1939 die Gruppe The Revuers, die erfolgreich im New Yorker Nachtclub Village Vanguard auftrat. Für die Revuers schrieben Betty Comden und Adolph Green eine Reihe von Sketchen und Liedern. In dieser Zeit wurden sie öfter von dem jungen Dirigenten und Pianisten Leonard Bernstein begleitet.
Nach einem erfolglosen Versuch als Schauspieler in Hollywood kehrten Comden und Green nach New York zurück. Dort bot ihnen Bernstein die Arbeit an einem Musical basierend auf einem Ballett von Jerome Robbins an. Mit Bernsteins Musik und den Texten von Comden und Green entstand On the Town. In diesem Musical, das den Landgang dreier Matrosen in New York schildert, spielten Comden und Green auch zwei der Hauptrollen.
Nach On the Town arbeiteten Comdom und Green an verschiedenen Broadway-Shows als Songschreiber und Librettisten, allerdings ohne größeren Erfolg. Daher gingen sie erneut nach Hollywood, diesmal aber als Drehbuchautoren. Die Tänzer vom Broadway, der Film, der Ginger Rogers und Fred Astaire nach 10 Jahren wiedervereinigte, war 1949 ihr erstes Originaldrehbuch. Im selben Jahr wurde On the Town von Gene Kelly und Stanley Donen als Heut’ gehn wir bummeln mit Kelly und Frank Sinatra in den Hauptrollen verfilmt. Mit Kelly und Donen als Regisseuren arbeiteten Comden und Green 1952 auch an ihrem wohl berühmtesten Film, Singin’ in the Rain. Mit Moses Supposes schrieben Comden und Green auch einen Song für Singin’ in the Rain (die anderen Lieder stammten alle aus den Anfangsjahren des Tonfilms). Ein Jahr später verfassten Comden und Green das Drehbuch für Vorhang auf! (engl. The Band Wagon), einem Musical mit Fred Astaire, das einen ironischen Blick hinter die Kulissen des Broadway wirft. Viele sehen in den von Oscar Levant und Nanette Fabray dargestellten Charakteren Lester und Lily Marton autobiographische Züge von Betty Comden und Adolph Green; allerdings waren sie im wahren Leben nie mehr als gute Freunde. Für Vorhang auf! erhielten sie ihre erste von zwei Oscar-Nominierungen. 1955 gab es eine weitere Oscar-Nominierung für das Drehbuch von Vorwiegend heiter (It’s Always Fair Weather), das ursprünglich als Fortsetzung von On the Town konzipiert war.
Mitte der 1950er-Jahre konzentrierten sich Betty Comden und Adolph Green wieder stärker auf den Broadway. Mit Leonard Bernstein entstand 1953 das Musical Wonderful Town. Ein Jahr später steuerten sie einige Lieder zur erfolgreichen Inszenierung von Peter Pan mit Mary Martin in der Hauptrolle bei. 1956 schrieben sie für ihre Freundin Judy Holliday das Musical Bells are Ringing (Musik: Jule Styne), welches 1960 von Vincente Minnelli verfilmt wurde.
1958 kehrten Comden und Green selber auf die Bühne zurück, als sie in A Party with Betty Comden & Adolph Green einige ihrer alten Sketche und Lieder präsentierten. In den folgenden Jahren arbeiteten Comden und Green mit Komponisten wie André Previn und Cy Coleman für Stars wie Yves Montand, Lauren Bacall oder Carol Burnett. Ihre größten Erfolge in den 1970er Jahren waren Musicalversionen der klassischen Filme Alles über Eva und Twentieth Century. Außerdem wurde 1977 ihre Party with Betty Comden & Adolph Green wiederaufgenommen.
In den 1980er-Jahren erlebten Comden und Green mit A Doll’s Life einen ihrer wenigen Misserfolge, doch wurden die meisten ihrer alten Musicals wiederaufgeführt. 1991 wurde mit The Will Rogers Follies (Musik: Cy Coleman) das letzte Musical von Comden und Green uraufgeführt. Im selben Jahr wurden sie mit dem renommierten Kennedy-Preis ausgezeichnet.
Auch in späteren Jahren arbeiteten Betty Comden und Adolph Green bis zu seinem Tod im Oktober 2002 beinahe täglich zusammen. Im Laufe ihrer Karriere haben sie als Team sieben Tony Awards gewonnen, darunter für Wonderful Town, Hallelujah, Baby!, Applause und The Will Rogers Follies als Beste Musicals.

## Filmografie (Auswahl)
- 1944: Greenwich Village (Darsteller)
- 1947: Good News (Drehbuch)
- 1949: Spiel zu dritt (Take Me Out to the Ball Game) (Liedtexte)
- 1949: Heut’ gehn wir bummeln (On the Town) (Drehbuch, Liedtexte)
- 1949: Die Tänzer vom Broadway (The Barkleys of Broadway) (Drehbuch)
- 1952: Die Schönste von New York (Liedtexte)
- 1952: Singin’ in the Rain (Drehbuch, Liedtexte)
- 1953: Vorhang auf! (The Band Wagon) (Drehbuch)
- 1955: Vorwiegend heiter (It’s Always Fair Weather) (Drehbuch, Liedtexte)
- 1958: Die tolle Tante (Auntie Mame) (Drehbuch)
- 1960: Anruf genügt – komme ins Haus (Bells are Ringing) (Drehbuch, Liedtexte)
- 1964: Immer mit einem anderen (What a Way to Go!) (Drehbuch, Liedtexte)
- 1982: Ein Draufgänger in New York (My Favorite Year) (Filmrolle)